# Lars Elton Myhre
Lars Elton Myhre (Gjøvik, 17 agosto 1984) è un ex sciatore alpino norvegese.
Polivalente, otteneva i risultati migliori nello slalom speciale ma era competitivo anche in discesa libera, supergigante e combinata.

## Biografia

### Stagioni 2000-2005
Attivo in gare FIS dal dicembre del 1999, Myhre iniziò a partecipare a competizioni sciistiche di alto livello durante la stagione 2001-2002: quell'anno infatti fece il suo esordio in Coppa Europa, il 14 dicembre a Pozza di Fassa senza concludere lo slalom speciale in programma, e ai Mondiali juniores di Tarvisio/Sella Nevea, dove ottenne come miglior piazzamento il 6º posto nello slalom speciale.
Il 5 gennaio 2003 partecipò alla sua prima gara di Coppa del Mondo, lo slalom speciale di Kranjska Gora, chiuso senza qualificarsi per la seconda manche. Nel 2004 ai Mondiali juniores di Maribor si piazzò nei primi dieci in quattro specialità diverse (8º nella discesa libera, 5º nel supergigante, 6º nello slalom gigante, 4º nello slalom speciale) e vinse la medaglia di bronzo nella combinata. Il 25 novembre 2004 a Landgraaf ottenne la sua prima vittoria, nonché primo podio, in Coppa Europa, in un KO slalom.

### Stagioni 2006-2013
Il 4 dicembre 2005 si piazzò 8º nello slalom speciale di Beaver Creek, conquistando così i suoi primi punti in Coppa del Mondo; nel febbraio successivo inoltre rappresentò il suo Paese ai XX Giochi olimpici invernali di Torino 2006, suo esordio olimpico, senza completare la prova di slalom speciale. Nel 2007 fu convocato ai Mondiali di Åre, suo esordio iridato, dove si classificò 25º nella discesa libera, 35º nel supergigante, 10º nello slalom speciale e 15º nella supercombinata. Il 28 novembre 2007 ottenne il suo miglior piazzamento di carriera in Coppa del Mondo: 5º nella supercombinata di Beaver Creek. Due anni dopo ai Mondiali di Val-d'Isère 2009 si piazzò 11º nello slalom speciale e non portò a termine discesa libera, supergigante e supercombinata.
Ai XXI Giochi olimpici invernali di Vancouver 2010, sua ultima presenza olimpica, si classificò 31º nella discesa libera, 25º nel supergigante e non concluse lo slalom speciale e la supercombinata; l'anno dopo ai Mondiali di Garmisch-Partenkirchen 2011, suo congedo iridato, fu 35º nella discesa libera, 23º nello slalom speciale e 7º nella supercombinata. Il 25 novembre 2012 ottenne a Levi in slalom speciale la sua ultima vittoria, nonché ultimo podio, in Coppa Europa; si congedò dal Circo bianco in occasione dello slalom speciale di Coppa del Mondo disputato a Zagabria Sljeme il 6 gennaio 2013, senza concludere la prova.

## Palmarès

### Mondiali juniores
- 1 medaglia:
  - 1 bronzo (combinata a Maribor 2004)

### Coppa del Mondo
- Miglior piazzamento in classifica generale: 48º nel 2010

### Coppa Europa
- Miglior piazzamento in classifica generale: 13º nel 2005
- 6 podi:
  - 4 vittorie
  - 2 secondi posti

#### Coppa Europa - vittorie
| Data             | Località  | Paese       | Specialità |
| ---------------- | --------- | ----------- | ---------- |
| 25 novembre 2004 | Landgraaf | Paesi Bassi | KO SL      |
| 7 dicembre 2011  | Trysil    | Norvegia    | SL         |
| 8 dicembre 2011  | Trysil    | Norvegia    | SL         |
| 25 novembre 2012 | Levi      | Finlandia   | SL         |

Legenda:

SL = slalom speciale

KO SL = KO slalom

#### Coppa Europa - gare a squadre
- 1 podio:
  - 1 secondo posto

### Australia New Zealand Cup
- Miglior piazzamento in classifica generale: 40º nel 2012
- 1 podio:
  - 1 terzo posto

### Campionati norvegesi
- 21 medaglie[1]:
  - 9 ori (discesa libera, supergigante, combinata nel 2007; discesa libera nel 2008; supergigante, slalom speciale, supercombinata nel 2009; supercombinata nel 2010; supercombinata nel 2011)[2]
  - 7 argenti (slalom speciale nel 2004; combinata[senza fonte] nel 2006; supercombinata nel 2008; discesa libera, slalom speciale nel 2010; slalom speciale nel 2011; supercombinata nel 2012)
  - 5 bronzi (supergigante nel 2004; discesa libera, combinata[senza fonte] nel 2005; slalom speciale nel 2006; discesa libera nel 2012)